# Alfa Centauri Bb
Alfa Centauri Bb es un presunto exoplaneta que orbita la estrella Alfa Centauri B del sistema estelar triple Alfa Centauri, en la constelación austral (sur) de Centaurus, ubicado a 4.37 años luz de la Tierra, aproximadamente 41.3 billones de kilómetros. La noticia de su descubrimiento se publicó el 16 de octubre de 2012 por el astrofísico Xavier Dumusque y compañeros de la Universidad de Ginebra. Al momento de su descubrimiento era el exoplaneta conocido más cercano a la Tierra hasta que fue destronado en 2016 con el descubrimiento de Alfa Centauri Cb (Próxima Centauri b).
En 2015 un nuevo análisis concluyó que es casi seguro que no existe y que es solo un artefacto espurio del análisis de datos.

## Descubrimiento original y posterior análisis que lo invalida
Astrónomos europeos anunciaron el 16 de octubre de 2012 que descubrieron un planeta con una masa similar a la de la Tierra orbitando una estrella en el sistema Alfa Centauri (el más cercano al sistema solar). También es el exoplaneta más ligero descubierto hasta el momento alrededor de una estrella de tipo Sol. El planeta fue detectado utilizando el instrumento HARPS, instalado en el telescopio de 3.6 metros en el Observatorio La Silla de ESO, en Chile. Los resultados fueron publicados en línea en la revista Nature, en su edición del 17 de octubre de 2012. El planeta contaría con una masa de 113 % la de la Tierra y un período de 3.236 días lo que lo hace ser el exoplaneta más cercano conocido a la Tierra. Orbitando a una distancia de 6 millones de kilómetros de la estrella, o el 4 % de la distancia de la Tierra al Sol. Tendría una temperatura superficial estimada de al menos 1500  K (aproximadamente 1200  C), demasiado caliente para ser habitable. Se cree que dada la cercanía de Alfa Centauri Bb a su estrella, no sea el único planeta terrestre en el sistema.
No obstante, estudios posteriores concluyeron que con mucha probabilidad, la interpretación original de los datos estadísticos que concluyeron la existencia del planeta estaba equivocada, por lo que lo más probable es que el planeta no exista realmente.

## Posibles características
El planeta no se encuentra en la zona habitable, se encuentra orbitando a su estrella a solo 0.04 UA y completando una órbita cada 3,236 días (3 días, 5 horas, 39 minutos, 24,5 segundos, ± 69 segundos). Al estar en una órbita tan cercana, el planeta posiblemente sufre un acoplamiento de marea. Tiene una masa de 1,13 veces la de la tierra. Aún no se ha descubierto su inclinación. No parece que la órbita del planeta esté desestabilizada por la influencia de la estrella Alfa Centauri A, a la que se acerca tanto como la distancia al radio de la órbita de Saturno.
Como el tránsito del planeta no se puede ver desde la perspectiva terrestre, su tamaño y composición no pueden ser medidos en la actualidad, pero su masa indica que es un planeta terrestre. La temperatura en la superficie está estimada en 1200 °C (~1500 K), la cual esta por encima del punto de fusión de muchos magmas de silicato. En Venus, el planeta con más temperatura en la superficie del sistema solar, la temperatura es de 462 °C (735 K). Con esas altas temperaturas es extremadamente complicado que exista agua en estado líquido en su superficie. Con la suficiente presión atmosférica, posiblemente las partes del planeta que miran hacia la estrella están fundidas.

## Posibilidad de otros planetas
Los astrónomos ya han descartado la existencia de planetas del tamaño de Neptuno o mayores en el sistema Alfa Centauri. Sin embargo, debido a su proximidad, estabilidad y menor masa que el Sol, los astrónomos creen que Alfa Centauri B es uno de los mejores candidatos para la detección de un planeta similar a la Tierra por espectroscopía Doppler, el análisis estadístico de los resultados de la misión Kepler de la NASA indica que planetas de baja masa tienden a formarse como miembros de sistemas multi-planeta, por lo que el descubrimiento de Alfa Centauri Bb aumenta la probabilidad de nuevos planetas de baja masa en órbita alrededor de la misma estrella.  Estos compañeros hipotéticos son propensos a tener mayores órbitas, y sería difícil de encontrar con los instrumentos actuales. El espectrómetro HARPS solo puede detectar cambios en la velocidad radial de aproximadamente 30 centímetros por segundo, mientras que la influencia gravitacional de la Tierra en la velocidad radial del Sol es de solo 9 centímetros por segundo. Un astrónomo en el sistema Alfa Centauri mirando hacia el Sol con este equipo no podría encontrar la Tierra. La detección de planetas adicionales en el sistema será más fácil cuando la próxima generación del espectrómetro de la ESO, ESPRESSO, entre en funcionamiento en 2017. ESPRESSO está específicamente diseñado para buscar planetas como la Tierra, y proporcionará mediciones de velocidad radial varias veces más precisas que las que se usaron para encontrar Alpha Centauri Bb.
De particular interés son los planetas en la zona habitable de Alfa Centauri B, que según una estimación se encuentran entre 0.5 y 0.9 UA. En 2009, las simulaciones por computadora mostraron que los planetas eran más propensos a formarse hacia el borde interior de la zona. Se requieren supuestos especiales para obtener un entorno de acreción más favorable más lejos de la estrella. Por ejemplo, si Alfa Centauri A y B se hubiesen formado inicialmente con una mayor separación y más tarde se hubiesen acercado el uno al otro, como podría ser posible si se hubiesen formado en un cúmulo denso, la región favorable a la formación planetaria podría extenderse más lejos.

## Posibilidad como objetivo para una sonda interestelar
El anuncio de la existencia del planeta ha provocado un renovado interés en Alfa Centauri como un blanco potencial para una sonda interestelar, incluyendo el entusiasmo de los astrónomos principales. Debra Fischer del Observatorio de Cerro Tololo opinó que «Si se va a enviar una nave a cualquier lugar, o una sonda a cualquier lugar, ese sería el lugar donde irias primero». Un representante de la NASA de innovadores conceptos avanzados sugiere varias tecnologías teóricas que podrían hacer el viaje a Alfa Centauri en unos pocos cientos de años, incluyendo cohetes de antimateria y propulsión nuclear explosiva
El científico planetario Greg Laughlin admitió que esos enfoques eran una «especulación hasta el momento», y señaló que con la tecnología actual una sonda enviada a Alfa Centauri tardaría 40 000 años en llegar, pero expresó su esperanza de que las nuevas tecnologías por desarrollar podrán hacer el viaje en una vida humana.